# Teleosteeni
Teleosteenii (Teleostei) (din greaca teleios = complet; osteon = os) este o  infraclasă de pești osoși actuali, care cuprinde circa 90% din speciile actuale de pești, răspândiți atât în apele dulci cât și în cele marine, caracterizați prin schelet complet osificat (de unde se trage numele acestor pești osoși), corpul acoperit cu solzi osoși (cicloizi sau ctenoizi), înotătoarea codală împărțită în două părți egale (homocercă).  Conul arterial lipsește, bulbul aortic este dezvoltat, intestinul este lipsit de valvula spirală, la multe specii intestinul formează apendice pilorice. Aproape toți peștii din această grupă au vezica înotătoare. La marea majoritate a teleosteenilor fecundația este externă și se face în apă, unde femela își elimină ouăle sau icrele, iar masculii spermatozoizii sau lapții. Teleosteenii sunt cunoscuți din triasicul inferior.